# اولزیت (اوورخنگای)
اولزیت (به لاتین: Ölziit) یک منطقهٔ مسکونی در مغولستان است که در استان اوورخانگای واقع شده‌است.